# Ceres Park & Arena
Ceres Park & Arena – obiekt sportowy w Aarhus, w Danii składające się ze stadionu wielofunkcyjnego oraz hali sportowej.

## Ceres Park
Stadion piłkarski z bieżnią lekkoatletyczną po rozbudowie w 2001 roku może pomieścić ponad 20 tys. osób. Na co dzień swoje mecze rozgrywa tam drużyna piłkarska Aarhus GF.

## Ceres Arena
Hala sportowa ma pojemność 4740 miejsc siedzących i rozgrywają tam swoje mecze piłkarze i piłkarki piłki ręcznej drużyny Aarhus GF oraz koszykówki Bakken Bears.